# Municipio de Pátzcuaro
El municipio de Pátzcuaro es uno de los 113 municipios en que se encuentra dividido el estado mexicano de Michoacán de Ocampo. Se encuentra localizado en el centro del estado y su cabecera la ciudad de Pátzcuaro, situada junto al lago de Pátzcuaro y mundialmente conocida como destino turístico.

## Geografía
El municipio de Pátzcuaro está localizado en el centro del estado de Michoacán y tiene una extensión territorial de 435.96 kilómetros cuadrados, que representan el 0.75 % de la extensión total del estado. Limita al norte con el municipio de Tzintzuntzan; al este con el municipio de Huiramba, con el municipio de Morelia y con el municipio de Acuitzio; al sureste con el municipio de Tacámbaro; al sur con el municipio de Salvador Escalante; y al oeste con el municipio de Tingambato y con el municipio de Erongarícuaro.

### Orografía e hidrografía

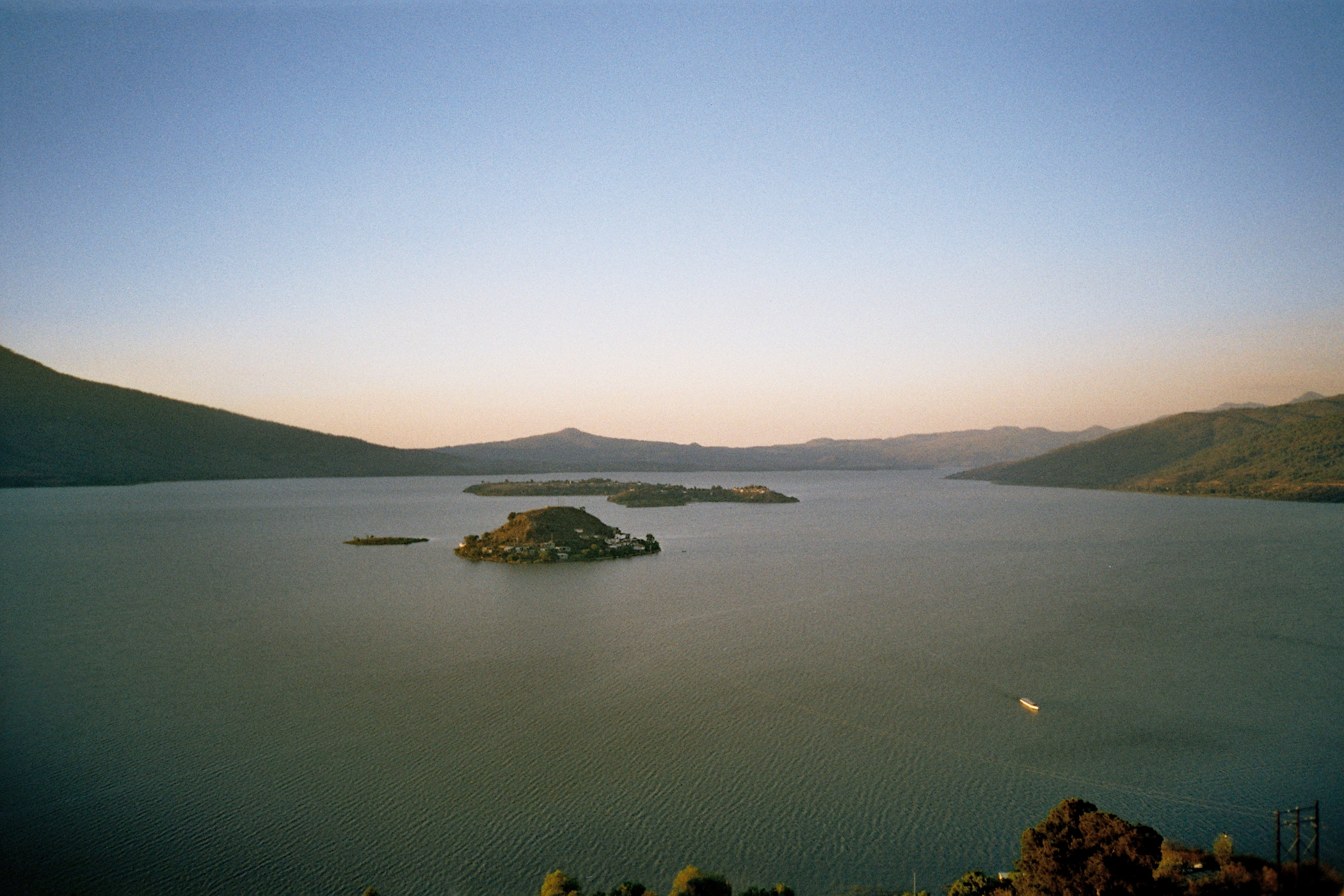
Lago de Pátzcuaro.

El municipio de Pátzcuaro se encuentra en el centro de la llamada meseta Purépecha y del Eje Neovolcánico, que forma su principal sistema de relieve, localizado principalmente en el sur del municipio; destacan las elevaciones como el Cerro Colorado, el Cerro El Frijol, el Cerro El Burro y en la zona sureste el Cerro La Nieve, que es la mayor elevación del municipio al alcanzar los 3440 metros sobre el nivel del mar, lo que lo convierte en la cuarta elevación más elevada del estado de Michoacán. Fisiográficamente, todo el territorio municipal pertenece a la «Provincia fisiográfica X Eje Neovolcánico» y a la «Subprovincia fisiográfica 58 Neovolcánica Tarasca».
El principal cuerpo de agua del municipio es el lago de Pátzcuaro, que se localiza en su extremo norte y es compartido con los municipios de Tzintzuntzan y Erongarícuaro. Existen además pequeñas corrientes superficiales como el río  Guani y varios manantiales. Todas estas corrientes desaguan en el lago de Pátzcuaro. Hidrológicamente, la mayor parte del territorio municipal pertenece a la cuenca «Lago de Pátzcuaro-Cuitzeo» y «Lago de Yuriria» de la «Región hidrológica Lerma-Santiago», con excepción de todo su extremo sur, pues la serranía que marca esta zona la divide de vertiente, formando el extremo sureste del municipio parte de la cuenca del «río Tacámbaro» y el resto del sur de la cuenca del «río Tepalcatepec-Infiernillo», ambas de la «Región hidrológica Balsas».

### Clima y ecosistemas

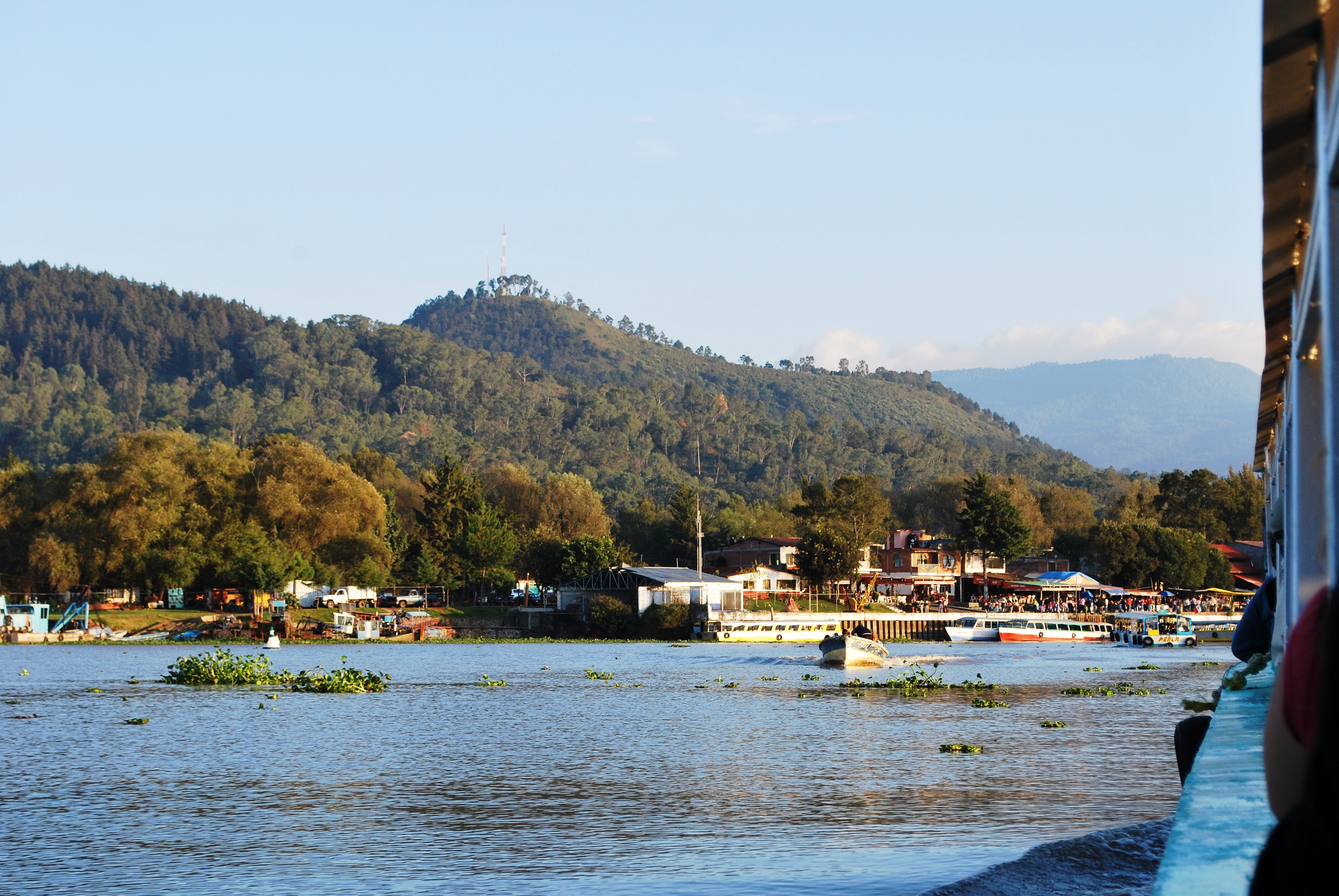
Vista de los bosques y el lago de Pátzcuaro.

Todo el territorio de Pátzcuaro registra un clima templado subhúmedo con lluvias en verano, con excepción de un pequeño sector en el extremo sureste en que el clima es clasificado como Semifrío subhúmedo con lluvias en verano; la temperatura media anual registrada en el zona sur y sureste del municipio, la más elevada, es de 12 a 16 °C, mientras que en el resto del territorio es de 16 a 24 °C; y la precipitación promedio anual es de 1,000 a 1,200 mm.
La mayor parte del territorio de Pátzcuaro está cubierto por bosques, sobre todo en los terrenos más elevados, sin embargo, gran parte de las zonas planas y bajas ha sido dedicadas a la agricultura, existiendo también pequeñas zonas de pastizal, las principales especies vegetales que se encuentran son pino, encino, cedro, oyamel y junípero, y los principales representantes de la fauna están ardilla, cacomixtle, coyote, liebre, armadillo, tórtola, cerceta, pato, aguililla, chachalaca, achoque, además de las especies de peces del Lago de Pátzcuaro, donde destacan: pez blanco, charal, carpa, lobina negra y mojarra.

## Demografía
De acuerdo a los resultados del Conteo de Población y Vivienda de 2020 realizado por el Instituto Nacional de Estadística y Geografía, la población total del municipio de Pátzcuaro es de 98 382 personas, de las cuales 47 220 son hombres y 52 162 son mujeres.

### Localidades
En el censo de 2020 el municipio de Pátzcuaro contaba con 81 localidades.

Principales localidades del municipio de Pátzcuaro.

| Código INEGI      | Localidad                | Población (2020) |
| ----------------- | ------------------------ | ---------------- |
| 160660001         | Pátzcuaro                | 60 811           |
| 160660009         | Cuanajo                  | 5 644            |
| 160660079         | Vista Bella              | 3 528            |
| 160660047         | Zurumútaro               | 2 972            |
| 160660015         | Janitzio                 | 2 352            |
| 160660035         | Santa Juana              | 2 109            |
| 160660002         | Ajuno                    | 1 841            |
| 160660013         | Santa María Huiramangaro | 1 652            |
| 160660012         | Huecorio                 | 1 234            |
| 160660100         | San Juan Tumbío          | 1 234            |
| Otras localidades | Otras localidades        | 15 005           |
| Total municipal   | Total municipal          | 98 382           |

## Política

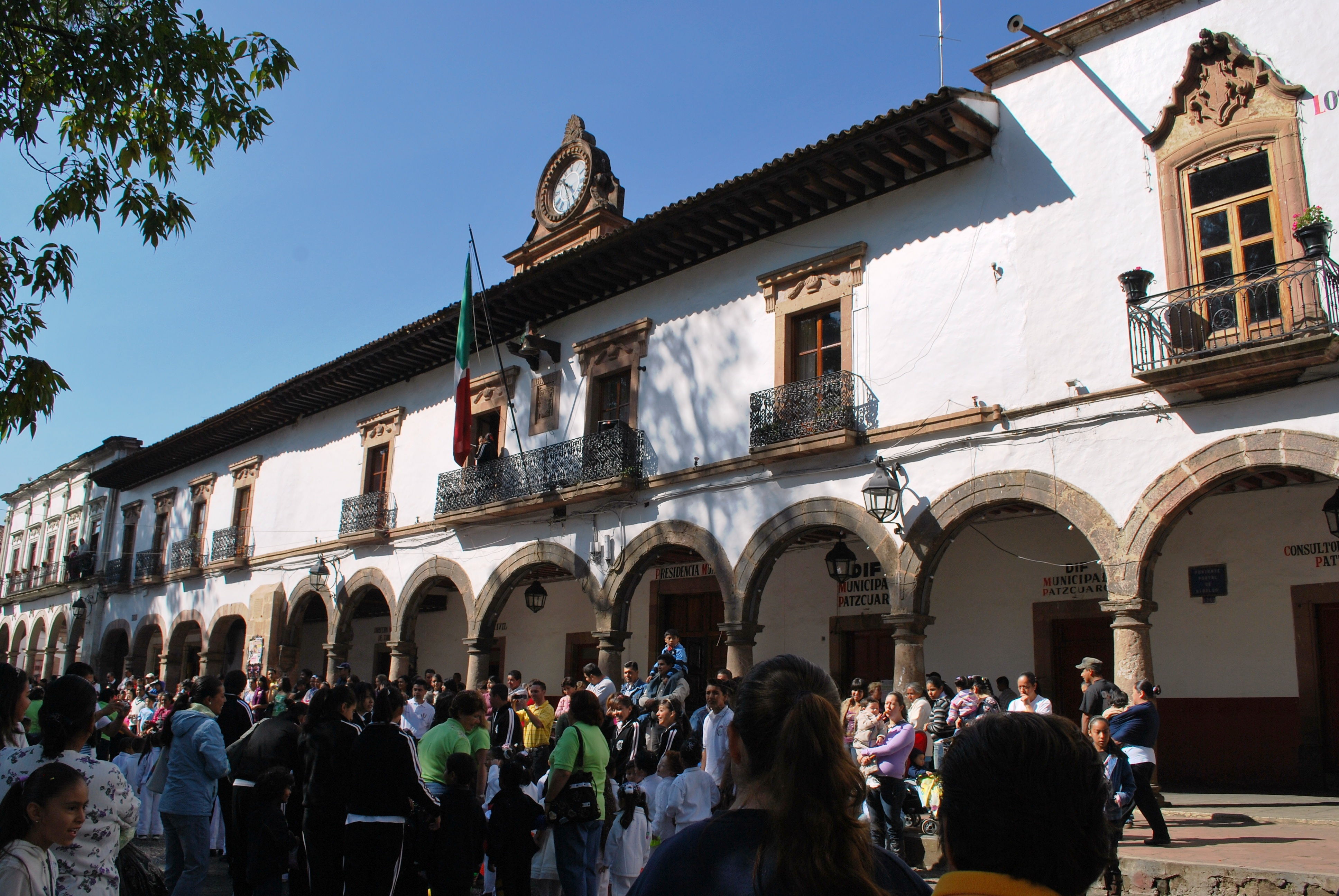
Palacio municipal de Pátzcuaro.

El gobierno del municipio de Pátzcuaro le corresponde a su ayuntamiento, que está conformado por el presidente municipal, un síndico y el cabildo integrado por 10 regidores, de los cuales son electos seis por mayoría relativa y cuatro por el principio de representación proporcional. Todo el ayuntamiento es electo mediante voto universal, directo y secreto por un periodo de tres años que no son renovables para el periodo inmediato pero si de forma no continua, y entran a ejercer su cargo el día 1 de septiembre del año en curso de  su elección.

### Representación legislativa
Para la elección de diputados al Congreso de Michoacán y a la Cámara de Diputados, el municipio de Pátzcuaro se encuentra integrado en los siguientes distritos electorales:
Local:
- Distrito electoral local 15 de Michoacán con cabecera en la ciudad de Pátzcuaro.[20]

Federal:
- Distrito electoral federal 11 de Michoacán con cabecera en la ciudad de Pátzcuaro.[21]

### Presidentes municipales
- (1940): Pedro Ríos González
- (1940-1941): José Zamudio
- (1941): Agustín Hinojosa
- (1941-1943): Angel García
- (1943): Rafael Ochoa Rentería
- (1944): Maurilio Flores
- (1945): José María Ochoa Rentería
- (1946): Julio Tena Solchaga
- (1946): Agustín Hinojosa
- (1947): Benjamín Ordonia
- (1947): Luis Ortiz Lazcano
- (1948): Rafael Ochoa Rentería
- (1949): Manuel Borbolla
- (1950): Maurilio Flores Ochoa
- (1951): Dr. Benito Mendoza Nambo
- (1952): Antonio Mejía Martínez
- (1953): Alfredo Manríquez Sandoval
- (1954): Gustavo Oseguera Huerta
- (1955): Esperanza García de Rodicio
- (1955): Tte. Corl. Rafael López S.
- (1955): Esperanza García de Rodicio
- (1955): Gustavo Mota Chávez
- (1956): Rafael López Saucedo
- (1956): Amado Espinoza Álvarez
- (1957): Miguel Díaz Barriga
- (1959): Manuel Ochoa Sepúlveda
- (1960): José Luis Carrillo Fraga
- (1962): Alfredo Manríquez Sandoval
- (1963): Jorge Stamatio López
- (1966): Avelino Valencia Ochoa
- (1968): Gabriel Ochoa Rentería
- (1969): Efrén Talavera Godínez
- (1971): Lic. Arturo Mota Chávez
- (1972-1974): Alfredo Pimentel Ramos
- (1975-1977): Gabriel Ochoa Rentería
- (1978-1980): José Luis García Flores
- (1981-1983): Joaquín Arreola Estrada
- (1984-1986): Gastón Mendoza Alcocer
- (1987-1989): Gabriel Ochoa Alcázar
- (1989): Lauro Yacuta Rivera
- (1990-1993): Luis Rey Cortés Orijel
- (1993-1995): Antonio Mendoza Rojas
- (1996-1998): Felipe de Jesús Valencia Ochoa
- (1999-2001): Antonio García Velázquez
- (2002-2003): José Francisco Vázquez García
- (2003-2004): Víctor Manuel Báez Ceja
- (2005-2007): Mercedes Calderón García
- (2008-2011): Antonio García Velázquez
- (2011-2014): Salma Karrum Cervantes
- (2014-2015): Jorge Gabriel Pita Arroyo (Presidente interino)[22]
- (2015-2018): Víctor Manuel Báez Ceja
- (2018-2021): Víctor Manuel Báez Ceja
- (2021): Bulmaro Reyes García (sustituto)[23]
- (2021-): Julio Alberto Arreola Vázquez